# PGE Grand Prix PLS 2024
PGE Grand Prix PLS 2024 – 5. edycja letniego turnieju w piłce siatkowej zorganizowana przez Polską Ligę Siatkówki dla męskich i kobiecych klubów uczestniczących w PlusLidze oraz Tauron Lidze.
Zawody rozgrywane były w Ustce.

## Zasady
Turniej PGE Grand Prix PLS rozgrywany był na piasku. Prawo do pobytu na boisku w jednym czasie miało po 4 zawodników z każdej drużyny. Dodatkowo nie było przywiązania zawodników do swoich drużyn. Sety rozgrywane były do 25 punktów, z przewagą dwóch oczek. Zarówno w turnieju kobiet, jak i mężczyzn, wystąpiły po 4 drużyny. W piątek i sobotę rozgrywano mecze według zasady każdy z każdym. Niedziela była dniem finałów.

## Turniej kobiet

### Eliminacje
| Data       | Drużyna 1             | Wynik | Drużyna 2             | 1     | 2     | 3     | 4 | 5 | *      |
| ---------- | --------------------- | ----- | --------------------- | ----- | ----- | ----- | - | - | ------ |
| 02.08.2024 | KGHM #VolleyWrocław   | 0:2   | MOYA Radomka Radom    | 20:25 | 23:25 |       |   |   | raport |
| 02.08.2024 | Grot Budowlani Łódź   | 0:2   | ITA TOOLS STAL Mielec | 19:25 | 16:25 |       |   |   | raport |
| 02.08.2024 | MOYA Radomka Radom    | 2:1   | ITA TOOLS STAL Mielec | 25:22 | 22:25 | 15:12 |   |   | raport |
| 02.08.2024 | KGHM #VolleyWrocław   | 2:0   | Grot Budowlani Łódź   | 25:14 | 25:23 |       |   |   | raport |
| 03.08.2024 | Grot Budowlani Łódź   | 0:2   | MOYA Radomka Radom    | 14:25 | 19:25 |       |   |   | raport |
| 03.08.2024 | ITA TOOLS Stal Mielec | 1:2   | KGHM #VolleyWrocław   | 22:25 | 25:18 | 11:15 |   |   | raport |

### Mecz o 3. miejsce
| Data       | Drużyna 1           | Wynik | Drużyna 2             | 1     | 2     | 3 | 4 | 5 | *      |
| ---------- | ------------------- | ----- | --------------------- | ----- | ----- | - | - | - | ------ |
| 04.08.2024 | Grot Budowlani Łódź | 0:2   | ITA TOOLS STAL Mielec | 21:15 | 19:25 |   |   |   | raport |

### Finał
| Data       | Drużyna 1          | Wynik | Drużyna 2           | 1     | 2     | 3 | 4 | 5 | *      |
| ---------- | ------------------ | ----- | ------------------- | ----- | ----- | - | - | - | ------ |
| 04.08.2024 | MOYA Radomka Radom | 2:0   | KGHM #VolleyWrocław | 25:18 | 25:20 |   |   |   | raport |

MVP turnieju została Magdalena Saad.

## Turniej mężczyzn

### Eliminacje
| Data       | Drużyna 1               | Wynik | Drużyna 2               | 1     | 2     | 3     | 4 | 5 | *      |
| ---------- | ----------------------- | ----- | ----------------------- | ----- | ----- | ----- | - | - | ------ |
| 02.08.2024 | PGE Projekt Warszawa    | 2:1   | Barkom-Każany Lwów      | 21:25 | 25:18 | 15:10 |   |   | raport |
| 02.08.2024 | Trefl Gdańsk            | 2:1   | PGE GiEK Skra Bełchatów | 25:16 | 23:25 | 15:11 |   |   | raport |
| 02.08.2024 | Barkom-Każany Lwów      | 2:0   | PGE GiEK Skra Bełchatów | 25:23 | 25:17 |       |   |   | raport |
| 02.08.2024 | PGE Projekt Warszawa    | 2:0   | Trefl Gdańsk            | 25:20 | 25:19 |       |   |   | raport |
| 03.08.2024 | Trefl Gdańsk            | 2:1   | Barkom-Każany Lwów      | 21:25 | 25:14 | 15:9  |   |   | raport |
| 03.08.2024 | PGE GiEK Skra Bełchatów | 0:2   | PGE Projekt Warszawa    | 25:27 | 21:25 |       |   |   | raport |

### Mecz o 3. miejsce
| Data       | Drużyna 1          | Wynik | Drużyna 2               | 1     | 2     | 3 | 4 | 5 | *      |
| ---------- | ------------------ | ----- | ----------------------- | ----- | ----- | - | - | - | ------ |
| 04.08.2024 | Barkom-Każany Lwów | 2:0   | PGE GiEK Skra Bełchatów | 25:13 | 25:20 |   |   |   | raport |

### Finał
| Data       | Drużyna 1            | Wynik | Drużyna 2    | 1     | 2     | 3 | 4 | 5 | *      |
| ---------- | -------------------- | ----- | ------------ | ----- | ----- | - | - | - | ------ |
| 04.08.2024 | PGE Projekt Warszawa | 2:0   | Trefl Gdańsk | 26:24 | 25:22 |   |   |   | raport |

MVP turnieju został Jędrzej Gruszczyński.